# Osiek Mały (przystanek kolejowy)
Osiek Mały – nieczynny wąskotorowy przystanek osobowy w Osieku Małym, w gminie Osiek Mały, w powiecie kolskim w województwie wielkopolskim, w Polsce. Został wybudowany w 1914 roku przez okupacyjne władze niemieckie.